# Jack Egers
John Richard Egers, dit Jack, (né le 28 janvier 1949 à Sudbury au Canada et mort le 10 septembre 2021) est un joueur de hockey sur glace professionnel canadien.

## Biographie
Il joua pour les Rangers de New York, les Blues de Saint-Louis et les Capitals de Washington de la Ligue nationale de hockey.
Il fut repêché par les Rangers au 4e tour du repêchage amateur de la LNH 1966, 20e au total. Il fut l'un des membres originaux des Capitals, qui l'avaient réclamés au repêchage d'expansion de la LNH 1974 - il eut le mérite de marquer le tout premier but gagnant de l'histoire des Caps, le 17 octobre 1974 contre les Black Hawks de Chicago.
Il meurt le 10 septembre 2021.

## Statistiques
| Saison     | Équipe                  | Ligue      |     | Saison régulière | Saison régulière | Saison régulière | Saison régulière | Saison régulière |    | Séries éliminatoires | Séries éliminatoires | Séries éliminatoires | Séries éliminatoires | Séries éliminatoires |
| Saison     | Équipe                  | Ligue      | PJ  | B                | A                | Pts              | Pun              | PJ               | B  | A                    | Pts                  | Pun                  |                      |                      |
| 1965-1966  | Rangers de Kitchener    | AHO        | 5   | 1                | 1                | 2                | 2                |                  |    |                      |                      |                      |                      |                      |
| 1966-1967  | Rangers de Kitchener    | AHO        | 40  | 18               | 9                | 27               | 48               |                  |    |                      |                      |                      |                      |                      |
| 1967-1968  | Rangers de Kitchener    | AHO        | 54  | 53               | 37               | 90               | 78               |                  |    |                      |                      |                      |                      |                      |
| 1968-1969  | Knights d'Omaha         | LCH        | 59  | 28               | 30               | 58               | 47               | 7                | 3  | 4                    | 7                    | 7                    |                      |                      |
| 1969-1970  | Rangers de New York     | LNH        | 6   | 3                | 0                | 3                | 2                | 5                | 3  | 1                    | 4                    | 10                   |                      |                      |
| 1969-1970  | Knights d'Omaha         | LCH        | 70  | 42               | 48               | 90               | 83               | 3                | 3  | 3                    | 6                    | 2                    |                      |                      |
| 1970-1971  | Rangers de New York     | LNH        | 60  | 7                | 10               | 17               | 50               | 3                | 0  | 0                    | 0                    | 2                    |                      |                      |
| 1971-1972  | Blues de Saint-Louis    | LNH        | 63  | 21               | 25               | 46               | 34               | 11               | 1  | 4                    | 5                    | 14                   |                      |                      |
| 1971-1972  | Rangers de New York     | LNH        | 17  | 2                | 1                | 3                | 14               | --               | -- | --                   | --                   | --                   |                      |                      |
| 1972-1973  | Blues de Saint-Louis    | LNH        | 78  | 24               | 24               | 48               | 26               | 5                | 0  | 1                    | 1                    | 2                    |                      |                      |
| 1973-1974  | Blues de Saint-Louis    | LNH        | 6   | 0                | 1                | 1                | 6                | --               | -- | --                   | --                   | --                   |                      |                      |
| 1973-1974  | Rangers de New York     | LNH        | 28  | 1                | 3                | 4                | 6                | 8                | 1  | 0                    | 1                    | 4                    |                      |                      |
| 1974-1975  | Capitals de Washington  | LNH        | 14  | 3                | 2                | 5                | 8                | --               | -- | --                   | --                   | --                   |                      |                      |
| 1975-1976  | Clippers de Baltimore   | LAH        | 15  | 4                | 4                | 8                | 19               | --               | -- | --                   | --                   | --                   |                      |                      |
| 1975-1976  | Capitals de Washington  | LNH        | 12  | 3                | 3                | 6                | 8                | --               | -- | --                   | --                   | --                   |                      |                      |
| 1976-1977  | Alexanders de Brantford | AHOSr      | 30  | 20               | 19               | 39               | 55               |                  |    |                      |                      |                      |                      |                      |
| Totaux LNH | Totaux LNH              | Totaux LNH | 284 | 64               | 69               | 133              | 154              | 32               | 5  | 6                    | 11                   | 32                   |                      |                      |